# 塘福泳灘

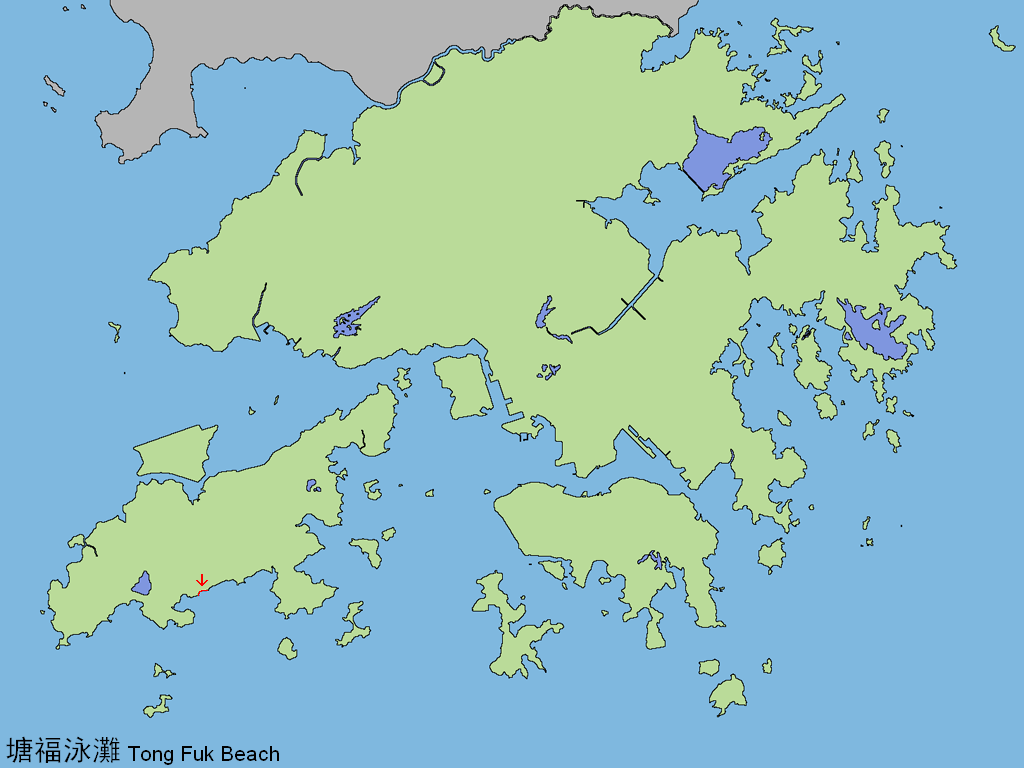
塘福泳灘在香港的位置（紅色地方者）。

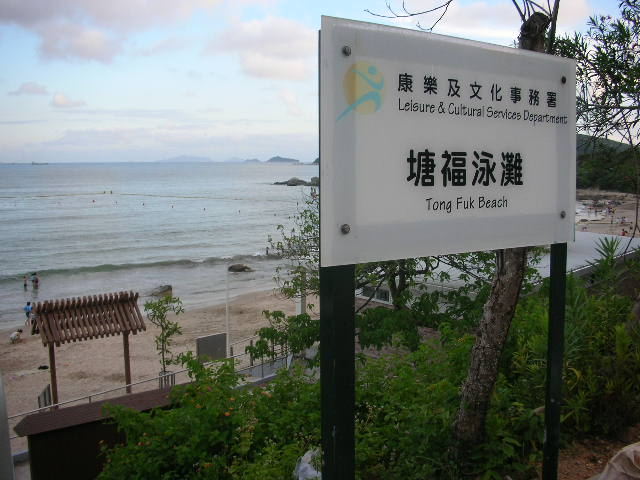
塘福泳灘入口。

塘福泳灘，是香港大嶼山塘福的一處泳灘，為其中一處假日渡假地點。
塘福泳灘在塘福南部，其景觀常常吸引遊客在此游泳，由塘福泳灘觀望，可遠眺茶果洲和石鼓洲兩處島嶼。
沙灘上之沙粒黜黑，其幼如粉，為香港少有。雖然塘福泳灘海床較淺，但風浪大而急速，不適合游泳初學者集泳，不過亦吸引滑浪者練習。
塘福泳灘有更衣室、洗手間、沖身花灑等設備。

## 交通
塘福泳灘交通並不發達，只有一條嶼南道途經塘福，新大嶼山巴士公司有幾條巴士路線來往塘福:
- 1 梅窩至大澳 （20至40分鐘一班）
- 2：梅窩往返昂坪
- 4 梅窩至塘福 （20至40分鐘一班）
- 11 東涌市中心至大澳 （15至30分鐘一班）
- N1 梅窩至大澳 （衹開一班，2:50am - 3:45am）
- 23 東涌市中心至昂坪寶蓮寺
- A35/N35 機場至梅窩（經東涌市中心）

## 圖集

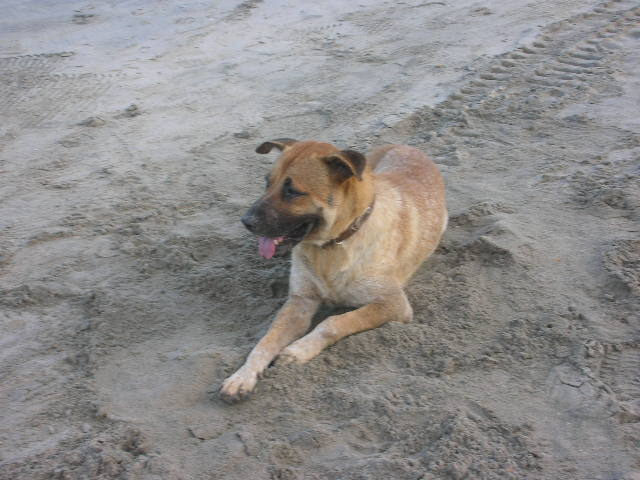
塘福泳灘上休憩的狗。
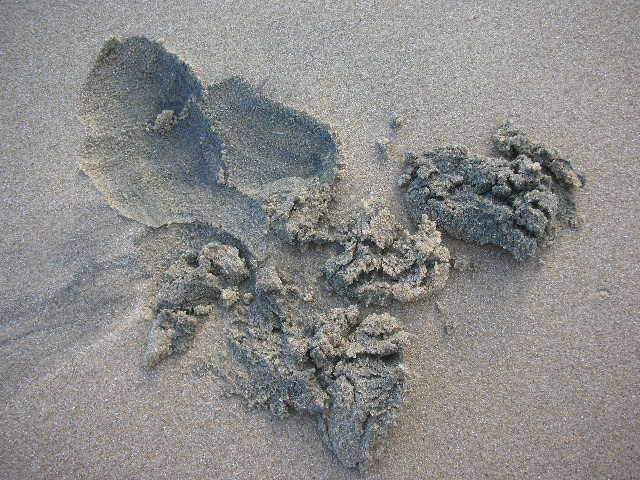
塘福泳灘沙粒黜黑，其幼如粉。
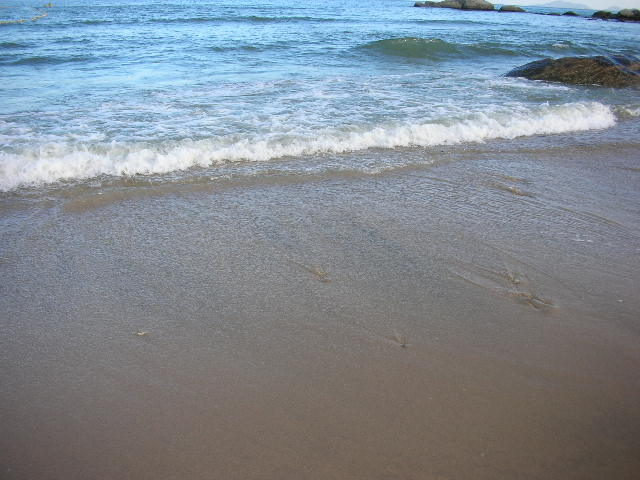
塘福泳灘風浪大而急速。
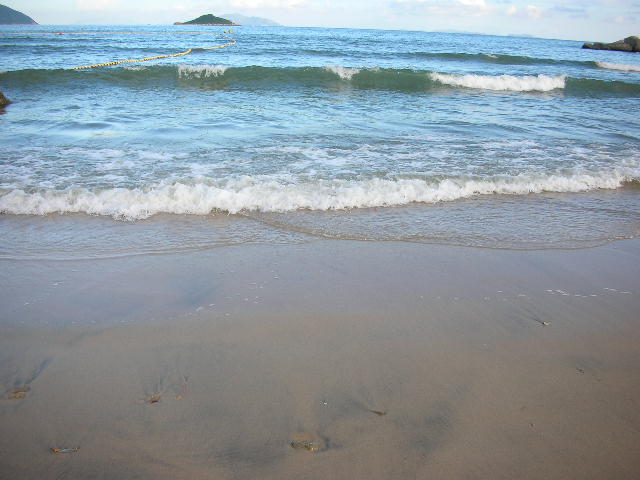
大風浪。
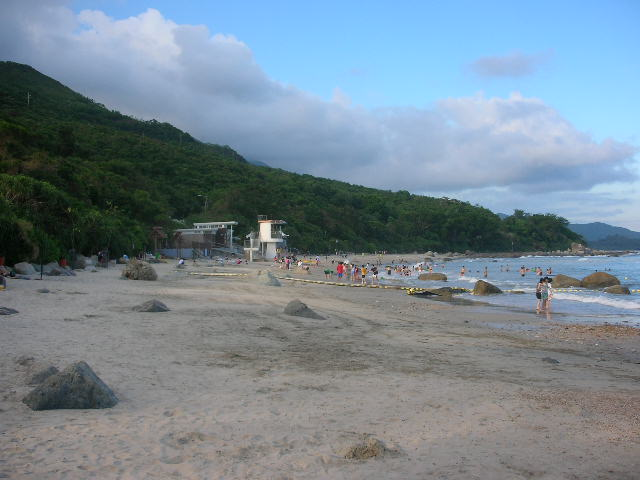
塘福泳灘上的泳客。
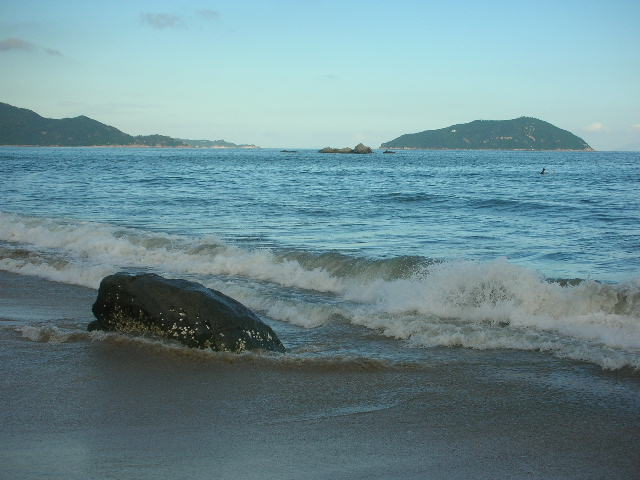
大風浪。
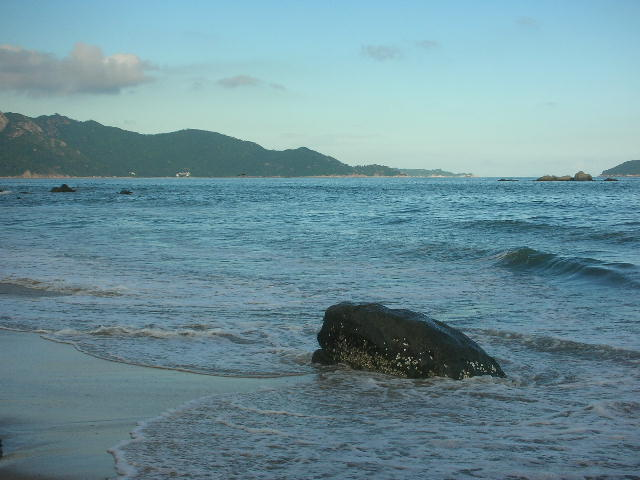
大風浪。
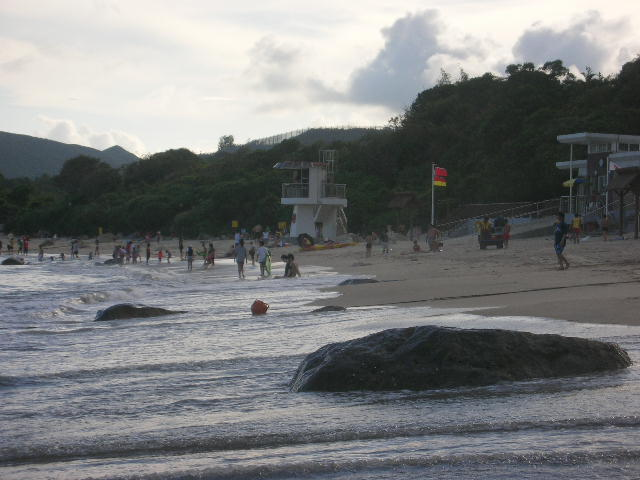
塘福泳灘上的泳客。
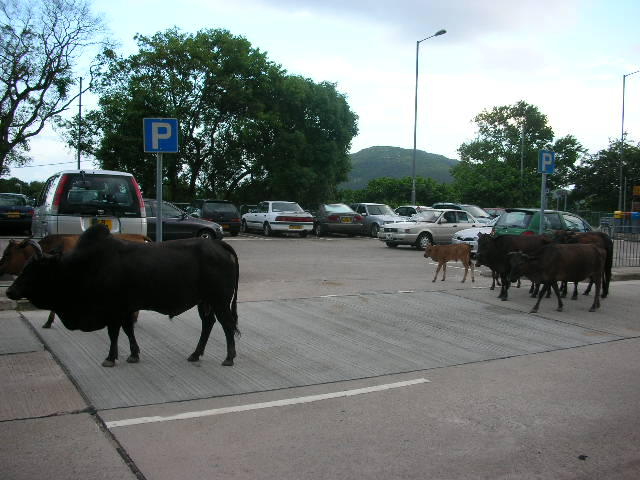
流浪牛出沒。